# 香妻陣一朗
香妻 陣一朗（こうづま じんいちろう、1994年7月7日 - ）は、日本のプロゴルファー。鹿児島県鹿屋市出身、身長165cm、日章学園高校卒業、国際スポーツ振興協会所属。妻はモデルの武井玲奈。姉は女子プロゴルファーの香妻琴乃。

## 経歴
父親がクラブを与えたことがきっかけで、2歳の時に初めてゴルフを始める。
3歳の時、父親によって横峯良郎主宰の『めだかクラブ』に入団。自分でゴルフをやりたかった訳ではなく、半ば強制的に連れて行かれる。高校1年生まで、ゴルフは嫌いだったが、「70」を切るスコアを出したことで、ゴルフに対して「前向き」になる。
2012年プロテスト合格。2016年下部のチャレンジツアー「elite grips challenge」で初優勝。同年 賞金ランキング62位で初シード権獲得。
2020年の三井住友VISA太平洋マスターズで初優勝を果たす。
2022年のツアー開幕戦、東建ホームメイトカップでは桂川有人とのプレーオフを制し、ツアー2勝目を果たした。
2022年から始まるLIVゴルフ・インビテーショナルシリーズに参加。スマッシュGCに所属することとなった。
2024年8月のKBCオーガスタゴルフトーナメントに於いて2年ぶりにツアー3勝目を挙げた

## 人物
2022年3月15日、モデルの武井玲奈と結婚。
2023年5月11日、妻の武井が第1子男児の誕生を報告。